# Johann Friedrich Cartheuser
Johann Friedrich Cartheuser (Hayn, 29 settembre 1704 – Francoforte sull'Oder, 22 giugno 1777) è stato un medico e naturalista tedesco.

## Biografia
Studiò medicina a Jena e successivamente a Halle, dove prese la laurea in medicina nel 1731. Fu nominato nel 1740 professore di chimica, farmacia e materia medica all'università di Francoforte sull'Oder. di anatomia e botanica. Più tardi fu nominato professore di patologia e terapia. Fu anche nominato rettore dell'università, mantenendo queste posizioni fino alla sua morte. Fu nominato membro dell'Accademia delle scienze di Berlino nel 1758. Morì a Francoforte sull'Oder, all'età di 72 anni.

## Opere
- Elementa Chymiæ Medicæ Dogmatico-experimentalis (Halle, 1736)
- Fundamenta Materiæ Medicæ Generalis et Specialis (2 vol., Frankfurt, 1749–50) Digital edition
- De Morbis Endemicis Libellus (Frankfurt, 1772)